# Мириманов, Дмитрий Семёнович
Дмитрий Семёнович Мириманов (13 сентября 1861, Переславль-Залесский — 5 января 1945, Женева) — швейцарский математик русско-армянского происхождения, известен трудами по теории множеств. Ввёл в обращение самопринадлежащие множества, в отличие от несамопринадлежащих множеств Кантора и последующих аксиоматических теорий. Парадокс фундированных классов назван его именем — парадокс Мириманова.
Последующее развитие теории множеств в западной математической школе в с 1920-х годов было направлено на то, чтобы исключить из рассмотрения кажущиеся им неудобными самопринадлежащие множества, посредством множества ограничений и дополнительных аксиом (аксиома фундирования), однако ограниченность такого подхода была показана в 1930-е годы в теоремах Гёделя (теорема о неполноте).

#### Биография
Дмитрий Семёнович Мириманов родился в семье Симона Миримановича Мириманова (Мириманянца; 1823—1900), чиновника Главного управления путей сообщения и публичных зданий на Кавказе, сына почетного гражданина, тифлисского мещанина Миримана Давыдовича Мириманова (1784—1858). Его мать — Мария Дмитриевна Рудакова (1825—1901), дочь потомственного дворянина, надворного советника, владела имением в Ярославской губернии.
В возрасте 19 лет Дмитрий Мириманов уехал из Переславля-Залесского, чтобы обучаться во Франции — сначала в Монпелье, а затем в Париже, где он учился у Жан-Клода Буке, Эмиля Пикара, Поля Аппеля, Шарля Эрмита и Анри Пуанкаре.
В 1900 году он получил докторскую степень. С 1901 по 1936 год он преподавал в Женевском университете, где ему было присвоено звание профессора. Мириманов также некоторое время читал лекции в университетах Лозанны и Фрибурга. В 1897 году он стал членом Московского математического общества. Получил почетные докторские степени от университетов Лозанны (1937) и Лиона (1941).
Жена (1897) — Женевьева Адриансен (род. 1868)
Сыновья:
- Александр Дмитриевич Мириманов (род. 1898, Ораниенбаум)
- Андрей Дмитриевич Мириманов (род. 1902, Женева)

## Основные труды
- Mirimanoff, D. Les antinomies de Russell et de Burali-Forti et le problème fondamental de la théorie des ensembles // L’Enseignement Math.. — 1917. — Т. 19. — С. 37—52. Zbl 46.0306.01
- Mirimanoff, D. Remarques sur la théorie des ensembles et les antinomies cantoriennes I. // L’Enseignement Math.. — 1917. — Т. 19. — С. 209—217. Zbl 46.0306.02
- Mirimanoff, D. Remarques sur la théorie des ensembles et les antinomies cantoriennes II. // L’Enseignement Math.. — 1920. — Т. 21. — С. 29—52. Zbl 47.0183.03
- Mirimanoff, D. Description d’une famille d’appareils pour divisor un angle en un nombre quelconque de parties égales (фр.) // Enseign. Math.. — 1951. — Т. 39. — С. 61-68. Zbl 0044.13302